# 白石さおり
白石 さおり（しらいし さおり、1969年12月5日 - ）は、日本のタレント。所属事務所は太田プロダクション。

## 略歴
福岡県北九州市小倉北区出身。幼い頃から芸能界に興味を抱いていた。
中学在学中の1983年に応募した第2回ミスマガジンで準グランプリに選ばれ、地元九州でモデル活動を開始。その後もオーディション雑誌『De☆View』などを購読しては積極的にミス・コンテストに応募し、多くの賞を獲得する。オーディション協賛のタレント事務所関係者の間で白石の名は有名になり、「ミスコンの女王」「ミスコン荒らし」と呼ばれる。
早い時期から大手芸能事務所への誘いもあったが、ほとんどのオーディション応募要項に「芸能事務所に所属していない女性」の記述が多くあったため、タイトル獲得記録を伸ばしたかった白石は断っていたという。ただし、テレビ出演や雑誌の取材などには積極的に応じており、ミスコンで受賞するコツや好まれるルックスを維持する方法などをレクチャーしている。
16歳のときに上京。
1989年2月、19歳の時にオールヌード写真集「SAORI FIRST」、イメージビデオ「あなたにだけ思春期」をリリース。同年5月、20歳になったのを機にミスコン応募を卒業し、タレントに転身する旨を発表。それまでに獲得したミスコンタイトルは53冠、日本で最も多くミスコン受賞をした女性としてギネスブックに申請中。中森明夫からは「アイドル国宝」と命名された。
1990年5月25日、シングル「ANGEL」で歌手デビュー。同楽曲はOVA『ANGEL』の主題歌に起用され自身も姫乃樹静香役として出演し声優デビューしている。
1998年からは業界初の「オーディション評論家」を名乗り、日刊スポーツや夕刊フジなどでの執筆活動を展開。
2010年、北九州市特命大使に任命される。

## 家族
1999年、石ノ森章太郎の長男で俳優の小野寺丈と結婚。2006年1月20日に長男・永遠（とわ）、2008年12月2日に次男・星流（せいる）を出産。長男は「小野寺永遠」、次男は「星流」の芸名で子役、モデル、タレントとして活動。星流は、2010年にNHK朝の連続テレビ小説『ゲゲゲの女房』の村井藍子（幼児期）役でドラマデビュー。高校に進学した2024年よりFIRST AGENT（旧・生島企画室）に所属している。

## 受賞歴
- 1983年 講談社第2回ミスマガジン準グランプリ
- 美人コンテスト第3位
- 東映会館GALコンテスト特別賞
- 新人アイドルエントリーまつりアイドル賞
- ミスMomoco 味の素賞
- 1985年 ホリプロスカウトキャラバン 審査員特別賞
- オートラマクイーンMOMOCO賞
- 新人アイドルエントリーまつりグランプリ
- ミスUP 準グランプリ
- 準ミスエクボ堂
- Miss 3丁目のミヨちゃん
- 準ミスオリコン
- ミスオスロ
- 青山高校マドンナ
- ベッピングランプリ
- ウレッコ大賞
- ミスコヒガンザクラ
- ミスサクユリ
- ミスオヤベ
- メトロアイドル
- ミス霊山太鼓
- 準ミス若鮎
- ミスやまびこ
- 最上川雪の女王
- レッグクイーンサファイア賞
- 準ミスつちうら
- 鹿沼さつき娘
- 準ミス妙高高原
- フロックスシンデレラ
- ミス新宿
- ミスマイルームガイド
- マリノスクイーン
- 桃むすめ
- ミスマロニエ
- 準ミス川根の桜
- ミスブライド
- 水仙娘
- びわ湖きものの女王
- 全日本準きものの女王
- ミス新穂高
- ミスJR水戸
- 熊本きものプリンセス
- ミスさくらの女王
- 深川ゆかた美人特別賞
- ミス女性自身
- 九州きものの女王入賞
- 準ミススノーシンデレラ
- ミス奥久慈
- ゆかた美人優勝
- リリアンズ
- ミス白梅入賞
- ミスMAX
- ミス芸者クイーン

（受賞順、53冠）

## 企業広告キャラクター
- ジャパンプリモ 化粧品イメージキャラクター
- マルユウ食品 こん茶房イメージキャラクター
- 川口市 国民年金イメージキャラクター
- 下野新聞社 カバーガール
- JR東日本 マナーアップキャンペーンガール

## 出演

### テレビ番組
- サンデージャングル（テレビ朝日）
- やじうまワイド（テレビ朝日）
- 24時間テレビ 「愛は地球を救う」（日本テレビ）
- 年末大恋愛スペシャル（日本テレビ）
- ジャスト（TBS）
- おはようクジラ（TBS）
- キャイ〜ン・寛平の女神のハート（TBS）
- ビッグトゥデイ（フジテレビ）
- クイズ赤恥青恥（テレビ東京）
- 彩の国（テレビ埼玉）
- たかじん胸いっぱい（関西テレビ）
- 出動!ミニスカポリス「パチンコビューティフルライフ」（2000年10月6日、テレビ東京）
- そんなに私が悪いのか「そんなにミスコンが悪いのか!?」女性を容姿で選ぶな!!デビ大激怒!!ミスコンで男が選ばれた?（2001年7月16日、テレビ朝日）
- 世代密林〜ジェネレーションジャングル「ダイエットは必要ですか?」（2002年6月16日、日本テレビ）
- ワンダフル（2002年7月2日、TBS）
- 深夜の星 「ゲノスの会議」（2004年6月10日、TBS）
- 映画天国 チネ★パラ「トゥルー・ブルー」（2005年5月24日、日本テレビ）
- 爆報! THE フライデー（2015年12月4日、2018年9月21日、TBS）
- ちょっとザワつくイメージ調査 もしかしてズレてる?（2017年9月18日・10月23日、フジテレビ）
- 激レアさんを連れてきた。（2023年5月15日、テレビ朝日）

### ラジオ番組
- ありがとう浜村淳です（MBSラジオ）

### CM
- 金のどんぶり（2001年、マルハ）
- 湯沢高原スキー場
- 新穂高温泉スキー場
- 茨城県奥久慈温泉ホテルやみぞ
- エノモト - ナレーター
- 酒のタンダ - ナレーター
- 日神不動産 - ナレーター

### ビデオ
- あなたにだけ思春期（1989年2月、英知出版）
- ランジェリーカタログ（1990年、英知出版）
- 白石さおりの21世紀マナー（2001年、ザ・ヒューマン）

### カレンダー
- 中村吉之介作品集「女。ひととき」（1991年度版） - ヌードモデル

### アニメ
- ANGEL（1990年版OVA）　- 姫乃樹静香

## 書籍

### 写真集
- SAORI FIRST（1989年2月25日、撮影：岡克巳、英知出版） - フルヌード作品
- SAORI SECOND（1990年3月1日、撮影：前場輝夫、英知出版） - フルヌード作品

### 雑誌
- 週刊SPA! 巻頭グラビア「ニュースな女たち」（扶桑社）

### 連載
- オーディション必勝法（日刊スポーツ）
- オーディションの裏側（夕刊フジ）

### 著書
- オーディションに受かる（1999年、扶桑社） - 監修
- オーディション合格マル秘テクニック 53冠女王直伝（2001年、ノアール出版、ISBN 4860020219）

## ディスコグラフィ

### シングル
| #                                  | 発売日         | タイトル        | c/w            | 規格           | 規格品番       |
| ハミングバード                     | ハミングバード | ハミングバード  | ハミングバード | ハミングバード | ハミングバード |
| ---------------------------------- | -------------- | --------------- | -------------- | -------------- | -------------- |
| 1st                                | 1990年5月25日  | ANGEL           | Dance Away     | 8cmCD          | HBDL-2042      |
| センチュリーレコード               |                |                 |                |                |                |
| 2nd                                | 1995年4月21日  | シャイな…MY BOY | Good bye Love  | 8cmCD          | CEDC-10499     |
| フラワーインターナショナル / DAIKI |                |                 |                |                |                |
| 3rd                                | 1999年3月21日  | どうしたら…     | …私でいたいな  | Maxi           | EXFC-0034      |

### アルバム

#### オリジナルアルバム
|                            | 発売日                     | タイトル                   | 規格                       | 規格品番                   |
| インディペンデントレーベル | インディペンデントレーベル | インディペンデントレーベル | インディペンデントレーベル | インディペンデントレーベル |
| -------------------------- | -------------------------- | -------------------------- | -------------------------- | -------------------------- |
| 1st                        | 1998年10月18日             | アイドル国宝               | CD                         | GEC-L0008                  |

### 参加作品
| 発売日        | 商品名                                  | 歌                                       | 楽曲                                   | 備考 |
| ------------- | --------------------------------------- | ---------------------------------------- | -------------------------------------- | ---- |
| 1992年1月21日 | Beppin 〜グラビアのアイドルたち〜 Vol.3 | 白石さおり                               | 「ラクレット」                         |      |
| 1992年1月21日 | Beppin 〜グラビアのアイドルたち〜 Vol.3 | 星野陽子、秋山エミ、椎名美里、白石さおり | 「フィナーレ〜プリティー・エッセンス」 |      |

### タイアップ
| 曲名  | タイアップ           | 収録作品          |
| ----- | -------------------- | ----------------- |
| ANGEL | OVA『ANGEL』テーマ曲 | シングル「ANGEL」 |